# Caso Facundo Astudillo Castro
El caso Facundo Astudillo Castro se refiere a la investigación por la desaparición de un ciudadano argentino, luego de ser retenido por la Policía de la Provincia de Buenos Aires el 30 de abril de 2020 en el acceso a la localidad de Mayor Buratovich, en violación a la cuarentena establecida por el gobierno nacional para hacer frente a la pandemia de COVID-19. La última foto lo muestra detenido frente al vehículo policial número RO 23360.
El joven había salido de su casa en Pedro Luro para visitar a su novia en Bahía Blanca, peleado con su madre. La Policía dijo que fue retenido por violar el aislamiento estricto decretado por el gobierno.
Su desaparición fue catalogada por la familia como una desaparición forzada por parte de la policía bonaerense, teoría abonada también por Estela de Carlotto. Nora Cortiñas pidió la renuncia de Sergio Berni, el ministro de Seguridad de la provincia, lo que el funcionario calificó de irresponsable. El Presidente Alberto Fernández dijo en una entrevista radial: "Necesitamos saber qué pasó con Facundo. Quiero que lo encontremos y, si alguien fue responsable de un acto ilícito, tiene que cargar con las consecuencias".
El Comité contra la Desaparición Forzada de la ONU reclamó al Estado Argentino inmediatez y exhaustividad en la investigación, además de que tome en consideración todas las hipótesis. La Comisión Interamericana de Derechos Humanos hizo su pronunciamiento ante el Estado. La oficina de Democracia, Derechos Humanos y Trabajo del Departamento de Estado de los Estados Unidos se refirió al caso en un reporte sobre los Derechos Humanos en la Argentina en 2019–2020.
La investigación se inició bajo la carátula de Averiguación de paradero, pero pasó a ser considerarse presunta desaparición forzada.
Sus restos óseos fueron hallados el 15 de agosto entre las localidades de General Daniel Cerri y Villarino Viejo. El cuerpo estaba en descomposición avanzada. Participó en su identificación el Equipo Argentino de Antropología Forense (EAAF). La autopsia se realizó en la ex ESMA, en el laboratorio del EAAF. Participaron quince peritos de distintas especialidades, y los trabajos duraron diez horas.
El informe de la autopsia, confeccionado por el EAAF, determinó que la muerte se produjo luego de una asfixia por sumersión, muerte violenta no natural. Se detectaron en el cuerpo algas coincidentes con las del lugar. No pudo determinarse con rigor científico si la muerte fue producto de un suicidio, homicidio o accidente.

## Desaparición
El 30 de abril de 2020, Facundo Astudillo Castro salió de su casa en Pedro Luro para visitar y recomponer la relación con su exnovia que vivía en Bahía Blanca. Se trasladaría haciendo dedo en una fecha en que la Provincia de Buenos Aires se encontraba bajo cuarentena estricta por la Pandemia de COVID-19, lo que restringía la circulación y penaba a quienes la violaran.
Alrededor de las 13 horas, el joven llamó a su madre: “Mamá, vos no tenés idea dónde estoy, no me vas a volver a ver más”.
Ese día, dos policías de Mayor Buratovich, en el partido de Villarino, interceptaron al joven y le labraron un acta por violar la cuarentena. La familia sostiene que esto ocurrió a las 10 horas. Al momento de demorarlo, le tomaron la última foto que se conoce de él, apoyado contra una patrulla policial RO 23360. También fotografiaron su carnet de conducir.
Más adelante, la Policía lo interceptó en el acceso a la localidad de Teniente Origone, donde le requirieron documentación. Tres testigos afirman haberlo visto allí cerca de las 15:30 cuando dos policías, en un patrullero de la policía bonaerense modelo Toyota Hilux con la puerta trasera abierta, le indicaban que subiera.
El fiscal Santiago Ulpiano Martínez no consideró motivo suficiente para aducir que Facundo fue secuestrado por la Policía, entre otros motivos porque un oficial (Alberto González) asegura haber interceptado al desaparecido unos 26 kilómetros más adelante de lo que los testigos mencionan, en la ruta 3, y le tomó una foto a su carnet de conducir. Este oficial interrogó a Facundo, quien habría respondido que se dirigía hacia Bahía Blanca y no contaba con permiso de circulación, por lo que el oficial consultó mediante radio a la Comisaría de Médanos sobre qué hacer, quienes le instruyeron dejarlo ir. De acuerdo con Alberto González, Facundo continuó camino en una Renault Duster Oroch gris oscuro.

## Investigación
El 5 de junio se formalizó una denuncia por averiguación de paradero, que quedó en manos de Rodolfo De Lucía, titular de la UFI 20 de Bahía Blanca. La familia del desaparecido criticó el accionar de la Policía, señaló la dificultad en radicar la denuncia y el hecho de haber tomado nota de la declaración de uno de los amigos de Facundo en un papel de rotisería.
El 17 de junio, Cristina Castro, madre del desaparecido, se trasladó a Mayor Buratovich para supervisar un operativo policial, pero denunció que cinco patrulleros bonaerenses le impidieron participar.
El 25 de junio, el Sistema Federal de Búsqueda de Personas Desaparecidas y Extraviadas tomó conocimiento de la desaparición, lo informó a policías y agencias gubernamentales de todo el país a través de los sistemas del Ministerio de Seguridad de la Nación.
El 8 de julio, se incorporó a la División Búsqueda de Personas de la Policía Federal Argentina. Se solicitó recursos a otras fuerzas federales. Ese día secuestraron el libro de Guardia de la Comisaría de Mayor Buratovich, Villarino (jurisdicción donde se produjo la desaparición), así como teléfonos celulares de policías. Ese día, la jueza federal María Gabriel Marrón aceptó el caso y la investigación comenzó a ser liderada por el fiscal Santiago Ulpiano Martínez. Se apartó a la policía bonaerense, y se aceptaron como querellante a la Comisión Provincial por la Memoria (CPM).
El 11 de julio, a pedido de la CPM, un comité de la ONU le reclamó al Estado Argentino inmediatez y exhaustividad en la investigación. El gobierno le aseguró al organismo internacional absoluto compromiso.
El 12 de julio, durante un operativo de búsqueda en una basural de Mayor Buratovich, el abogado de la familia del desaparecido, Luciano Peretto, fue amenazado por un subcomisario bonaerense. A pedido del fiscal, esa Policía abandonó el lugar en pos de las fuerzas federales. No se encontraron restos humanos en ese operativo. El subcomisario fue relevado de su cargo por orden de Asuntos Internos.
Entre el 14 y el 16 de julio, doscientos efectivos de la Policía Federal, la Prefectura Naval y la Gendarmería Nacional buscaron a campo abierto y por aire entre Pedro Luro y Bahía Blanca, en inmediaciones de la Ruta Nacional 3.
El 15 de julio, peritaron los vehículos policiales, en busca de rastros físicos y biológicos, tanto de sangre como de otras muestras de ADN. Además, se solicitaron peritajes de los teléfonos móviles de los policías mediante la tecnología UFED, y sobre el libro de Guardia de la Comisaría de Mayor Buratovich, en busca de alguna alteración que buscase ocultar el paso del desaparecido por esa dependencia. Se hallaron manchas compatibles con sangre en el baúl del vehículo personal una oficial de policía y en el móvil policial 22788, manchas en la guantera, asiento trasero y caja, además de detalles en el volante.
El 17 de julio, la compañía de telefonía móvil que utilizaba Facundo informó que alrededor de las 19 horas del 30 de abril se detectaron pings de Facebook del celular del desaparecido. Esto fue registrado por dos antenas, una sobre la Ruta 3 y otra en proximidades del Polo Petroquímico Bahía Blanca.
El 21 de julio, la madre del desaparecido pidió la recusación del fiscal federal Santiago Ulpiano Martínez, denunciando irregularidades en el rastrillaje del 19 de junio y la investigación judicial, como el contacto con la Policía Bonaerense (apartada del caso para entonces) y la filtración de datos publicados en Facebook.
El 22 de julio, rastrillaron con perros el destacamento de Mayor Buratovich, sin encontrar pistas.
Entre el 25 y 27 de julio, rastrillaron entre el acceso de Villarino hasta la estación de trenes Aguará (Cerri, Bahía Blanca). Abarcó un tramo de la Ruta 3, y contó con perros, drones de la PFA y buzos tácticos de la Prefectura Nacional.
El 29 de julio la jueza federal Gabriela Marrón rechazó la recusación del fiscal por "improcedente".
El 31 de julio otra vez allanaron con perros en la seccional de Teniente Origone, donde en un viejo calabozo se identificó un objeto que pertenecía al desaparecido y, según asegura su madre, le había sido regalado por su abuela. La madre, al enterarse de esto, adelantó que dentro del objeto se encontraría una vaquita de San Antonio, lo que se comprobó al abrirlo.
El 7 de agosto, a pedido de los familiares del desaparecido, se realizaron nuevos allanamientos de fuerzas federales con perros adiestrados, en Mayor Buratovich cerca del kilómetro 780 de la ruta 3. Se hallaron restos óseos quemados, que al momento del allanamiento no pudieron ser determinados como pertenecientes a alguna persona. La familia del joven cree que fue subido a un patrullero bonaerense en las proximidades del lugar. Además, se halló una mochila azul y ropa, que no fue reconocida por la madre del joven, aunque afirmó que era el talle de su hijo.
El 8 de agosto se reveló que la novia y el hermano del desaparecido habían sido amenazados por la policía bonaerense en busca de una confesión; también, que se había realizado un allanamiento ilegal en el domicilio de la familia. El fiscal del caso a esa fecha indicó que estos hechos, a pesar de calificarse como delitos, exponían la voluntad de la fuerza policial de encontrar al desaparecido más que ser un indicio de encubrimiento.
El fiscal de la causa fue recusado por segunda vez el 8 de agosto, tras rechazar un pedido de detención de los policías formulado por la familia del desaparecido.
La Fiscalía adquirió a Claro una nueva tarjeta SIM con el número del desaparecido, para ser peritada por la PFA. Con este chip, la policía ingresó al WhatsApp del desaparecido desde otro teléfono.

#### Aparición de restos
El 15 de agosto, un pescador encontró un cuerpo "esqueletizado" y una mochila en la zona conocida como Cabeza de Buey, en Bahía Blanca, la cual había sido rastrillada sin éxito por la Policía 48 horas antes. El fiscal federal Ulpiano Martínez pidió la intervención de peritos de la Corte Suprema y del Equipo Argentino de Antropología Forense.
A 30 metros del cuerpo, se encontraron zapatillas y ropa, coincidente con la que vestía Facundo al momento de su desaparición. Su madre reconoció las zapatillas, y sugirió que por el buen estado en que se encontraban, sin siquiera tierra encima, habían sido plantadas en ese lugar junto con el cuerpo. Pidió otra vez la renuncia del ministro Berni. El fiscal fue criticado por hablar con el ministro durante el operativo, algo que Berni desmintió.
El 25 de agosto se secuestró un patrullero Toyota Etios que, nueve días después de la desaparición de Facundo, circuló por el área donde fue encontrado el cuerpo, de acuerdo con el GPS del vehículo (sistema AVL), una zona alejada de donde estaba asignado.

## Sospechosos
Por la desaparición, cuatro policías bonaerenses están sospechados, debido a contradicciones y cambios en sus declaraciones. A pesar de que la familia del desaparecido pidió su detención, la Fiscalía consideró al 7 de agosto que no había indicios suficientes para incriminarlos. El fiscal Ulpiano Martínez solicitó un pedido de indagatoria que fue rechazado por la jueza a cargo.
En junio de 2021 (más de un año después del hecho), personal de Gendarmería secuestró tres teléfonos celulares pertenecientes a dos efectivos de la Policía de la provincia de Buenos Aires, las agentes Jana Curruhinca y Siomara Flores, ubicado en la localidad de Pradere, próxima a Pedro Luro y en el partido de Villarino. Una fuente allegada a la causa indicó a Télam que “el operativo realizado por Gendarmería Nacional había sido ordenado en las últimas horas por la Cámara Federal de Apelaciones de Bahía Blanca”. Esas policías fueron quienes tuvieron contacto con Facundo en distintos momentos el 30 de abril del 2020, cuando salió de su casa de Pedro Luro con destino a Bahía Blanca y luego desapareció.

## Dudas respecto de la hipótesis oficial
El nivel del agua estaba bajo al momento en que habría ocurrido la asfixia por sumersión. Se relaciona esto con haber encontrado cerca una zapatilla de Facundo en perfecto estado, y huellas de un vehículo a pocos metros del cadáver. No pudo precisarse por qué la mochila fue hallada en el mismo cangrejal que su cadáver, pero tres días después y a tres kilómetros. En ella se encontraron prendas del joven que presentaban roturas y quemaduras con algún ácido; contenía su gorra y el pantalón que usaba el día de su desaparición. No se pudo encontrar su documento de identidad, que llevaba al salir de Mayor Buratovich.
Esto se suma a un objeto (una pequeña sandía con una vaquita de San Antonio adentro) de Facundo encontrado en el destacamento policial de Teniente Origone el 31 de julio y la piedra turmalina encontrada en un patrullero, también del joven. Ambos objetos fueron encontrados por el perro Yatel. Pese a esto, la jueza Gabriela Marrón se negó a allanar la casa de los policías, pedido hecho por los fiscales. Dichos fiscales también solicitaron la protección de testigos luego de que uno recibiera amenazas de muerte y desapareciera por doce horas.